# Jean Testu de Mauroy
Jean Testu de Mauroy (1626 – Parigi, 1706) è stato un religioso e scrittore francese, membro dell'Académie française dal 1688.
Precettore dei figli di Filippo I di Borbone-Orléans, fratello di Luigi XIV, è l'autore di Doctrine de la raison, ou l'Honnesteté des mœurs selon les maximes de Sénèque, réduite en entretiens, pubblicato nel 1666. Dal 1688 fu il terzo a occupare il seggio numero 4 dell'Académie française.